# Radio-Paris
Cet article concerne la station de radio. Pour la diffusion radio à Paris, voir Radio à Paris.
Radio-Paris est la première station de radio parisienne commerciale privée jusqu'au 18 décembre 1933, puis une chaîne de radio nationale publique française jusqu'au 17 juin 1940.
Sa dénomination est récupérée par la Propaganda-Abteilung Frankreich pour sa chaîne de radio de propagande diffusée dans la France occupée du 18 juillet 1940 au 17 août 1944, brocardée chaque jour dans les émissions de Radio Londres, notamment par Pierre Dac, qui chantonne sur l'air de La cucaracha : « Radio-Paris ment, Radio-Paris ment, Radio-Paris est allemand », ritournelle créée par Jean Oberlé.

## Histoire

### De Radiola à Radio-Paris
La station est fondée le 6 novembre 1922 sous le nom de Radiola par la Compagnie générale de la télégraphie sans fil (CSF). Elle est la première station de radio privée à émettre en France, sur la région parisienne uniquement, depuis un émetteur situé dans la cour de l'usine de la Société française radio-électrique (SFR) à Levallois-Perret.
Rachetée par un regroupement d'actionnaires dont Havas, Gaumont, la « Compagnie des Lampes » et quelques banques d'investissement comme la Banque de Paris et des Pays-Bas, Radiola devient Radio-Paris le 29 mars 1924 et change de site d'émission, qui passe à Clichy La Garenne, tout en augmentant sa puissance d'émission dans les années qui suivent. En octobre 1924, elle diffuse Mare-Moto, un « radio-scénario » signé Gabriel Germinet et Pierre Cusy, première dramatique radio française. Germinet (1882-1969) dirigea plus tard Radio-Paris. En 1925, Jean Bouchor devient co-directeur artistique ; jusqu'en 1935, il mettra plus de 3 000 pièces radiophoniques en onde.
Son programme, plutôt riche et varié, et la qualité de ses émissions contribuent rapidement à son succès d'audience. La station est ainsi la première à posséder un orchestre de danse, dirigé par Mario Cazes. Sous le surnom de « Jaboune », Jean Nohain y fait ses débuts avec une émission pour la jeunesse et l'animation de jeux radiophoniques. En janvier 1927, le R.P. Lhande lance la première émission religieuse à la radio. Les bulletins d'information sont issus de l'agence Havas, actionnaire de Radio-Paris. À partir de 1931, Radio-Paris est reçu dans toute la France depuis son nouvel émetteur plus puissant de Saint-Rémy-l'Honoré, en Seine-et-Oise.
Radio-Paris tire ses ressources de la publicité diffusée à l'antenne, dont la gestion est d'abord confiée à « Avenir-Publicité », puis à « Information et Publicité » (IP).

### Le Poste national
Le succès d'audience de Radio-Paris, qui est le poste le plus écouté au début des années 1930, amène l'État à s'intéresser à son rachat. La station est nationalisée le 18 décembre 1933 et intégrée au réseau de la radiodiffusion d'État sous le nom de Poste national Radio-Paris aux côtés de Radio Tour Eiffel et Radio PTT. Les anciens propriétaires de Radio-Paris, à qui l'État vient de racheter la radio pour douze millions de francs, réinvestissent une partie de leur bénéfice dans la création de Radio-Luxembourg.
De par sa programmation de qualité, le Poste national Radio-Paris s'impose immédiatement comme la station vedette de la radiodiffusion d'État. Au nom de la laïcité, le décret Mistler du 1er janvier 1934 supprime les émissions religieuses du Poste national Radio-Paris qui perd une partie de ce qui a fait le succès de la station privée. À la suite des protestations des auditeurs, les émissions religieuses sont rétablies à l'occasion des sermons de Carême le 8 avril 1934, tandis que débute une série de causeries philosophiques dont le premier invité est Henri Bergson, afin de laisser aussi la parole à la libre-pensée. 
L'administration des PTT gère la station sans grande efficacité. Comme sur les autres postes d'État, le volume des causeries devient conséquent et alourdit la grille de programmes. Ainsi, près de la moitié du temps parlé sur le Poste national Radio-Paris est consacré aux conférences (cours et causeries) aux sujets aussi divers que sérieux. La littérature y occupe une place de choix, mais on trouve également des causeries agricoles, médicales, coloniales, historiques, d'autres sur la vie pratique, sur la vie économique et sociale, le cinéma et le théâtre. L'ambition éducative de ces émissions est de constituer une « université populaire ».
Pour la première fois à la radio, le Poste national Radio-Paris, comme l'ensemble des postes d'État, diffuse la campagne électorale pour les élections législatives d’avril 1936.
L'État fait construire un centre émetteur de très grande puissance situé à Allouis dans le centre de la France. Dès sa mise en service en 1938, la longueur d'onde de 1 648 m en grandes ondes attribuée à la France diffuse le Poste national Radio-Paris. Le poste est audible dans une grande partie de l'Europe.
Le Poste national Radio-Paris change d'autorité de tutelle le 29 juillet 1939, passant de l'administration des Postes, télégraphes et téléphones (PTT) à celle de la Radiodiffusion nationale (RN) nouvellement créée, qui groupe tous les services de la radiodiffusion publique française sous son autorité unique.
Le 28 mai 1940, le premier ministre belge, Hubert Pierlot appelle sur les ondes de Radio Paris à la constitution d'une armée en exil pour continuer la lutte à la suite de la capitulation, contre l'avis du gouvernement, du roi Léopold III.
À la suite de la bataille de France, alors que la Wehrmacht entre dans Paris et l'occupe dès le 14 juin 1940, et que toutes les stations parisiennes ont cessé d'émettre dans l'après-midi du 13 juin, le Poste national Radio-Paris, dont l'émetteur n'est pas situé en région parisienne, ne cesse d'émettre que le 17 juin 1940, après avoir retransmis le discours du maréchal Pétain qui annonce la cessation des combats et la demande d'armistice.

### La radio de propagande allemande
La convention d’armistice, qui entre en application le 25 juin 1940, prévoit, en son article 13, que : « Le Gouvernement français s'engage à veiller à ce que, dans le territoire à occuper par les troupes allemandes, toutes les installations, outils et les stocks militaires soient remis intacts aux troupes allemandes. Il devra en outre veiller à ce que les ports, les entreprises industrielles et les chantiers navals restent dans l'état dans lequel ils se trouvent actuellement, et à ce qu'ils ne soient endommagés d'aucune façon, ni détruits. Il en est de même pour les moyens et voies de communications de toute nature, notamment en ce qui concerne les voies ferrées, les routes et voies navigables, l'ensemble des réseaux télégraphiques et téléphoniques […] ». Et, en son article 14, que : « Tous les postes émetteurs de TSF se trouvant en territoire français doivent cesser sur-le-champ leurs émissions. La reprise des transmissions par TSF dans la partie du territoire non occupée sera soumise à une réglementation spéciale ».
Accordant une grande importance à la radio, les autorités d'occupation veillent très tôt à ce que la radio qu'ils contrôlent puisse être entendue sur tout le territoire français dans de bonnes conditions. Ils réquisitionnent à cet effet le puissant émetteur du poste privé Le Poste Parisien qui est remis en service le 5 juillet 1940 ainsi que l'émetteur de l'ancien poste d’État Radio Rennes Bretagne PTT pour toucher l'Angleterre, suivi le 7 de celui de Bordeaux qui sont regroupés en réseau avec d'autres émetteurs de province pour diffuser le nouveau programme.
Les studios des Champs-Élysées de l'ancien Poste Parisien, les plus modernes, luxueux et les mieux adaptés à recevoir orchestres et artistes, sont réquisitionnés et affectés à cette nouvelle radio placée sous la direction de la Propaganda-Abteilung Frankreich, organisme mis en place dès le 18 juillet 1940 par le commandement militaire allemand afin de contrôler et de censurer la presse écrite, la radiodiffusion, la littérature, le cinéma et l'ensemble des manifestations culturelles et bénéficie de larges moyens. Cette nouvelle radio, placée sous l'autorité du docteur Böhfinger, prend le nom de Radio-Paris afin de profiter de l'aura de l'ancienne première radio nationale d'avant-guerre et de créer une confusion volontaire dans l'esprit des auditeurs, destinée à faciliter le rôle de propagande que la Propaganda-Abteilung Frankreich entend lui faire jouer pendant toute la Seconde Guerre mondiale afin de convaincre les Français de collaborer avec les Allemands. 
Les moyens financiers importants de Radio-Paris lui permettent de proposer une programmation de grande audience, élaborée et distrayante, où les émissions musicales occupent une place prépondérante. Tino Rossi et Maurice Chevalier chantent à son micro et le réputé grand orchestre de Radio-Paris, dirigé par Jo Bouillon, participe au succès de la station. Cette radio allemande de propagande en langue française recrute de nombreux journalistes collaborationnistes français. Parmi ses principaux orateurs on peut citer, outre le milicien puis secrétaire d'État à l'Information et à la Propagande (à partir du 6 janvier 1944) Philippe Henriot — dans des éditoriaux bi-quotidiens,, à partir du 20 décembre 1943 —, René-Louis Jolivet, Robert de Beauplan, Jean Lousteau, Pierre Ducrocq, Alain de Berthois, Jean-Henri Azéma ou encore Jean Hérold-Paquis, membre du PPF et du comité d'honneur de la Waffen SS, qui y débute une chronique militaire quotidienne le 4 janvier 1942 en la ponctuant chaque fois par le slogan : « ...car je pense et continue à penser que l'Angleterre, comme Carthage, doit être détruite ». À travers ses éditoriaux et ses émissions politiques, Radio-Paris diffuse une propagande en faveur de la collaboration et d’une Europe nouvelle. Ainsi, des journalistes allemands viennent s'exprimer au micro de Radio-Paris, comme le docteur Friedrich, qui débute en avril 1941 son émission Un journaliste allemand vous parle diffusée chaque dimanche à 20 h 45.
Le 27 avril 1941 est lancé le magazine hebdomadaire Les Ondes, qui donne dans le détail pour chaque journée les programmes de Radio-Paris et des reportages sur les vedettes parlant au micro.
Une « guerre des ondes » s'engage avec Radio Londres au micro de laquelle la France libre dénonce en plusieurs langues la vraie nature de Radio-Paris. Cette collaboration popularise, avec la voix de Pierre Dac, la ritournelle « Radio-Paris ment, Radio-Paris ment, Radio-Paris est allemand » sur l'air de la Cucaracha, diffusée sur les émissions françaises de la BBC. Radio-Paris devient un symbole de la censure sous l'occupation allemande en France.
Les collaborationnistes trouvent un nom aux émissions du « général Micro » à Radio Londres, le « Dingaullisme », qu'ils définissent comme « une épidémie caractérisée par une fébrilité frénétique, une agressivité en rupture totale avec la réalité », précisant, dans un humour douteux, qu'il « s'attrape, surtout, par les organes auditifs » et que « le plus souvent, il résulte d’une intoxication chronique par les ondes courtes. Certains malades ne peuvent plus se passer de leur drogue habituelle, et se relèvent, la nuit, pour boire, à Radio Londres, une coupe de messages « stupéfiants ». Il s’attaque de préférence aux natures débiles : femmes nerveuses, collégiennes impubères, vieillards inadaptés aux conditions nouvelles de vie, émigrés déracinés, oisifs de la zone non occupée ». Dans le même temps la Propaganda-Abteilung Frankreich diffuse les tracts dessinés par Marcel Mars-Trick dénonçant sur le même ton la « Dingaullite », maladie honteuse,.
À compter de 1943 et du regroupement des services de la radio à Paris, Radio-Paris est la seule radio nationale française.
La Propaganda-Abteilung Frankreich met en place le 1er février 1944 une nouvelle radio de propagande d'information en continu, L'Information permanente, diffusée depuis l'émetteur de la Tour Eiffel sur la longueur d'onde de 206 m (ondes moyennes), et dont la rédaction, qui dépend de Radio-Paris, s'installe au 114, avenue des Champs-Élysées.
Le 28 juin 1944, Philippe Henriot, surnommé « la voix d'or », est abattu par la Résistance.
Dès le début du mois d'août 1944, l'occupant allemand prépare la retraite de Paris face à l'avancée des Alliés. Radio-Paris vit ses dernières heures et son studio de l'avenue des Champs-Élysées se désertifie. La plupart des vedettes de la station ont disparu dans la nature après avoir touché leur cachet et quinze personnes, dont le Dr Böhfinger, sont candidates pour fuir vers Baden-Baden, à l'invitation de Goebbels, les autres décidant de fuir par leurs propres moyens. En ce matin du jeudi 17 août, Botto, l'homme à tout faire de Radio-Paris, brûle sans arrêt les archives de la station dont les flammèches s'abattent sur les Champs-Élysées. À 9 heures, un speaker allemand anonyme fait une dernière déclaration en français au micro de Radio-Paris dans laquelle il annonce la victoire finale de l'Allemagne grâce à une arme secrète. À 10 heures, une note de service avise les candidats au départ qu'ils doivent amener d'urgence leurs bagages au poste d'émission. Le matériel est emballé, tout est prêt, on paiera demain le personnel, à titre de précaution, dit-on. Radio-Paris cesse ses émissions le 17 août 1944 à 14 h 45. 
Le 18 août, à minuit quinze, la station reçoit un coup de téléphone de son grand patron, le Dr Böhfinger, qui annonce son départ et ordonne le sauve-qui-peut des journalistes. À 7 heures du matin, Jean Loustau pleure dans la salle de rédaction et part dans une voiture de SS. Devant Radio-Paris, l'émeute se déclenche : le personnel, les artistes ont trouvé la porte close et la caisse vide. Le chef du service de sécurité, Fischer, tire à coups de mitraillette dans les studios d'émission. À 13 heures, Radio-Paris brûle, mais les pompiers éteignent le feu.
Les locaux de Radio-Paris sont libérés le soir du 20 août 1944 par le « Groupe Dauvergne », sous la direction de Jacques Magne, et un commando formé de policiers du mouvement « Résistance Police » qui prennent possession des studios, avenue des Champs-Élysées, sans rencontrer de résistance de la part des quelques Allemands encore en poste pour les garder. Les FFI du Groupe Dauvergne remettent en état les installations techniques de Radio-Paris et diffusent dès le 22 août 1944 à 20 h 45 leur radio, nommée Paris National, qui émet jusqu'au 24 août 1944. Jean Guignebert, directeur de la Radiodiffusion de la Nation française, met fin à cette diffusion afin d'appuyer la légitimité de la seule radio nationale libre officiellement reconnue, la Radiodiffusion de la Nation française, qui vient occuper les anciens locaux de Radio-Paris dès le 26 août 1944.

## Identité visuelle

### Logos

Logo de Radio-Paris du 29 mars 1924 au 17 juin 1940.
Logo de Radio-Paris du 5 juillet 1940 au 17 août 1944.

## Organisation

### Dirigeants

#### Directeurs
- Émile Girardeau : 29 mars 1924 - 17 décembre 1933
- Marcel Pellenc : 18 décembre 1933 - 28 janvier 1937
- Pierre Fénélon : 21 janvier 1939 - 19 août 1939
- Léon Brillouin : 20 août 1939 - 17 juin 1940
- Alfred Böhfinger : 5 juillet 1940 - 17 août 1944

#### Directeurs des programmes artistiques
- André Messager : 29 mars 1924 - janvier 1935
- Wladimir Porché : mars 1935 - 3 janvier 1937

#### Responsable des émissions symphoniques et lyriques
- Eugène Bigot : 29 mars 1924 - 1934

#### Responsable des variétés
- Raoul Süssdorf : 5 juillet 1940 - 17 août 1944

#### Responsable de la programmation musicale
- Pierre Hiegel : 5 juillet 1940 - 17 août 1944

### Capital
Le poste de radiodiffusion privé Radio-Paris est exploité par la Compagnie Française de Radiophonie (CFR), société anonyme au capital de 8 millions de francs dont les membres du Conseil d'administration sont la Compagnie générale de la télégraphie sans fil (CSF), actionnaire majoritaire qui représente les industries radioélectriques, Gaumont, la Compagnie des Lampes, la Compagnie française Thomson-Houston (CFTH), Philips, quelques banques d'investissement comme la Banque de Paris et des Pays-Bas, la Banque nationale de Crédit et la Banque Transatlantique, ainsi que la presse avec l'agence Havas (second actionnaire majoritaire) et les directeurs du Journal, du Matin et de l'Écho de Paris.
À la suite de sa nationalisation le 17 décembre 1933, le capital du Poste National Radio-Paris est détenu à 100 % par l'État qui en confie la gestion à l'administration des PTT (direction de la Radiodiffusion), puis à l'administration de la Radiodiffusion nationale en 1939.
Du 5 juillet 1940 au 17 août 1944, Radio-Paris est un poste allemand pour ce qui tient à son organisation, de son financement et de son contrôle, placé sous la responsabilité de la Propaganda-Abteilung Frankreich. En septembre 1942, les Allemands font savoir à la Radiodiffusion nationale qu’elle doit supporter les frais de programmes et les dépenses techniques de Radio-Paris. En faisant intervenir Pierre Laval, elle obtient de ne payer que les frais techniques.

### Sièges

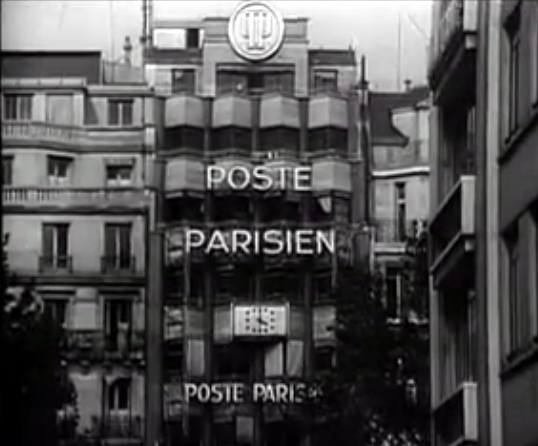
Siège de Radio-Paris de 1940 à 1944, dans les locaux réquisitionnés du Poste Parisien.

Le premier siège de Radio-Paris est situé au 79, boulevard Haussmann à Paris dans les locaux de la société Radiola. À la suite de sa nationalisation en 1933, l'administration des PTT installe la station au 11, rue François-Ier dans le 8e arrondissement.
La Propaganda-Abteilung Frankreich relance la station en juillet 1940 depuis les anciens studios et l'émetteur réquisitionnés du Poste Parisien situés au 116-118, avenue des Champs-Élysées dans le 8e arrondissement.

## Programmes
La station privée Radio-Paris a bâti sa réputation sur des programmes de haute qualité mêlant information, théâtre radiophonique, émissions lyriques, variété, musique classique, littérature, sport et histoire. Cette programmation est conservée par le Poste National. Les bulletins d'information comprennent de nombreux reportages sérieux assurés en collaboration avec certains journaux quotidiens et avec l'Agence Havas. La mise en place d'une direction des émissions dramatiques permet de développer le théâtre radiophonique, de même que la direction de la musique instaure plusieurs orchestres maison pour les émissions lyriques (Jo Bouillon et son orchestre font la joie des auditeurs de Radio-Paris la nuit en 1938-1939). Le programme est varié, généraliste et plus culturel que celui des autres stations privées de l'époque : on y trouve peu de jeux et d'émissions publiques, peu de chansonniers et de musique légère et pas de comédies.
Jeudi 20 avril 1939 :
- 20 h 30 : orchestre national sous la direction d'Inghelbrecht, symphonie en mi bémol (Mozart), concerto pour violoncelle et orchestre (Saint-Saëns), En forêt (P. Ladmirault), Le Livre d'Or (Inghelbrecht), Le vaisseau fantôme, ouverture (Wagner).
- 21 h 50 : informations.

Dimanche 23 avril 1939 :
- 20 h : informations
- 20 h 30 : concert symphonique sous la direction de Manuel Rosenthal : hommage à la mémoire de Maurice Emmanuel
- 21 h 30 : chronique sportive par M. Fleury
- 22 h 30 : disques
- 22 h 45 : informations
- 23 h : Jo Bouillon et son orchestre.

Mercredi 26 avril 1939 :
- 20 h : journal
- 20 h 30 : Paris-Printemps, revue de Clerouc, avec MM. Arnoult, Rousseau, Camus et Mmes Ristouri, Simon, Emlyn, Montage, orchestre Jo Bouillon
- 21 h 30 : Les devinettes sonores, concert radiophonique présenté par M. Colline
- 22 h : concert, sous la direction de Clergue
- 22 h 45 : informations
- 23 h : disques.

Dimanche 30 avril 1939 :
- 20 h : journal
- 20 h 30 : concert sous la direction de Clergue : Mozart, Dvorak…
- 21 h 30 : programme sonore
- 22 h 30 : disques : chants d'amour
- 22 h 45 : informations
- 23 h : Jo Bouillon et son orchestre.

La version allemande de Radio-Paris diffuse chaque jour ses programmes de 7 h à 0 h 30 dès le 5 juillet 1940. Ses responsables allemands insistent sur l’effort artistique que la station doit fournir pour ne pas lasser les auditeurs hostiles à la propagande ; ils cherchent ainsi à conquérir l’auditeur en développant les émissions à contenu non politique. Habilement les programmes culturels sont coupés de la propagande, tant pour les auditeurs que pour les très nombreux comédiens, musiciens, artistes qui y collaborent. La musique est particulièrement sollicitée dans l’effort de captation des audiences ; elle occupe près des deux tiers des programmes de Radio-Paris, avec une très grande diversité d’interprètes, d’orchestres, de compositeurs, de genres musicaux. Les programmes musicaux de Radio-Paris se veulent en effet inscrits sous le triple signe de la diversité (des genres, des orchestres, des musiciens), de la pédagogie et de la qualité. La Propaganda-Abteilung Frankreich tente d’abord d’imposer des concerts de musique allemande dans un objectif explicite de propagande. Ceux-ci ont si peu de succès qu’ils cessent dès la deuxième tentative car ils ne sont utiles en aucune manière pour servir avec force et séduction la culture allemande. La Propaganda-Abteilung laisse ensuite dans ses grandes lignes aux Français le choix de la programmation musicale de Radio-Paris, en exerçant toutefois un droit de censure ou de contrôle et en rappelant toujours l’objectif principal : séduire les auditeurs, par un triple programme ambitieux qui cherche la qualité des émissions musicales, leur éclectisme et leur visée pédagogique. Ainsi, Pierre Hiégel, recruté comme responsable de la programmation musicale, peut-il y défendre la musique française en diffusant Debussy, Ravel, Fauré, Duparc, Roussel ou Messager.
Dans les programmes musicaux, le cabaret, la musique légère, la variété et le music-hall sont omniprésents. Une place importante est laissée à la bonne humeur, aux entretiens plus ou moins formels, plus ou moins spontanés avec les vedettes, aux retransmissions de cabaret. Une large majorité de programmes culturels ou de divertissement évite avec soin toute référence à la situation politique du pays tandis que le journal parlé et quelques émissions de propagande sont mises sans nuance au service de la collaboration et de l’idéologie nazie. L’objectif semble avant tout d’imposer un masque de normalité à la station et du point de vue des émissions de divertissement et de culture au moins, l’objectif est rapidement atteint.
22 juin 1941 (jour de l'attaque de l'URSS par l'Allemagne) :
- 8 h : Radio-journal de Paris (premier bulletin)
- 8 h 15 : bulletin d'informations de la Radiodiffusion nationale française
- 8 h 30 : orgues et chœurs
- 9 h : répétition de la présentation des marches choisies pour le concours musical
- 10 h : le trait d'union du travail
- 10 h 15 : historiettes a bâtons rompus (anecdotes historiques)
- 10 h 30 : Jean Sablon
- 10 h 45 : La recherche de L’âme française
- 11 h 15 : nos solistes Monique de La Bruchollerie (piano) Dominique Blot (violon)
- 11 h 45 : bulletin d'informations de la Radiodiffusion nationale française
- 12 h : déjeuner-concert (avec l'orchestre de Radio-Paris sous la direction de Louis Fourestier)
- 12 h 30 : Cinq minutes de poésie (avec Charlotte Lydia)
- 12 h 35 : salle du déjeuner-concert
- 13 h : Radio-journal de Paris (deuxième bulletin)
- 13 h 15 : Radio-Paris music-hall (avec Raymond Legrand et son orchestre et Ninon Guérald)
- 13 h 35 : La tribune de midi
- 13 h 40 : suite de Radio-Paris music-hall
- 14 h : revue de la presse du Radio-journal de Paris
- 14 h 15 : pour nos jeunes (le guignol à Radio-Paris)
- 14 h 45 : Charles Panzéra (au piano d'accompagnement : Mme C. Panzera) : La Belle Meunière
- 15 h : Pensées nouvelles pour de jours nouveaux, causerie de Marc Semenoff : « La communauté et le sens mystique »
- 15 h 15 : Barnabás von Géczy
- 15 h 30 : Radio-journal de Paris (troisième bulletin)
- 16 h : festival Richard Wagner
- 17 h : Poil de carotte (comédie de Jules Renard)
- 17 h 45 : quelques chansons
- 18 h 15 : l'orchestre Van de Walle
- 18 h 45 : l’actualité sportive
- 19 h : La Fille de madame Angot de Lecocq (sélection radiophonique avec André Baugé)
- 19 h 40 : La Rose des vents
- 19 h 50 : concours (du Centre d'initiatives contre le chômage)
- 20 h : Radio-journal de Paris (dernier bulletin)
- 20 h 15 : cocktail d'orchestres
- 20 h 45 : Le docteur Friedrich vous parle…
- 21 h : fin d'émission

### Émissions

#### Émissions de 1924 à 1933
- Avec quoi faisons-nous ce bruit ? : jeu radiophonique créé en 1925 et présenté par Jean Nohain, dans lequel les auditeurs doivent deviner l'objet source du bruit entendu dans leur poste récepteur en envoyant leur réponse par courrier. Il s'agit du premier jeu radiophonique avec réponse des auditeurs par courrier postal.
- Les documents de l'Histoire : première émission radiophonique consacrée à l'Histoire, créée en 1928.

#### Émissions de 1940 à 1944
- Le Coffre aux souvenirs : émission musicale de Pierre Hiégel.
- Chez l’amateur de disques : émission de Pierre Hiégel consacrée à la collection de disques.
- La belle musique : émission musicale de Pierre Hiégel.
- Ce disque est pour vous : émission musicale de Pierre Hiégel.
- Cette heure est à vous : émission musicale de Pierre Hiégel.
- Le cœur de Paris : émission fantaisie de Pierre Hiégel
- Les marionnettes de la IIIe République : émission satirique de propagande anti-parlementaire et anti-républicaine du chansonnier Augustin Martini[19].
- La Rose des vents : émission qui sonde l’opinion française.
- La Légion des Volontaires français vous parle : émission consacrée à la Légion des volontaires français contre le bolchevisme (LVF).
- Au rythme du temps : émission de Georges Oltramare.
- Les Juifs contre la France : cabaret antisémite animé par Georges Oltramare et diffusé jusqu’au 11 août 1944.
- Un neutre vous parle : chronique personnelle du Suisse Georges Oltramare.
- Les Mots historiques : émission d’histoire de Mark Amiaux traitant de l’histoire populaire et anecdotique (histoire d’alcôve, histoire de famille, histoire d’argent).
- Un Journaliste allemand vous parle : émission animée par le docteur Friedrich et diffusée chaque dimanche à 20 h 45 à partir d'avril 1941.
- L’école familiale : émission de radio scolaire diffusée à partir du 1er octobre 1943. Les corrigés sont publiés dans l’hebdomadaire Les Ondes.

### Animateurs et comédiens
- André Alléhaut (1940-1944)
- Mark Amiaux (1940-1944)
- Germaine Batisse (1924-1933)
- Luc Bérimont (1940-1944)
- François Julien Bontemps (Bill-Bockett) (1928-1933)
- André Claveau (1942-1944)
- André Gaudelette (1924-1933)
- André Gorius (1924-1933)
- Pierre Hiégel (1940-1944)
- Marcel Laporte (Radiolo) (1924-1926)
- Pierre Lhande (1924-1933)
- Geneviève Maquet (1940-1944)
- Augustin Martini (1940-1944)
- Jean Nohain (Jaboune) (1924-1933)
- Horace Novel (1940-1944)

### Journalistes
- Jean-Henri Azéma (1940-1944)
- Robert de Beauplan (1942-1944)
- Alain de Berthois (1940-1944)
- Edmond Dehorter (Le Parleur Inconnu) (1924-1933)
- Pierre Ducrocq (1940-1944)
- Docteur Friedrich (1941-1944)
- Philippe Henriot (1943-1944)
- Jean Hérold-Paquis (1942-1944)
- René-Louis Jolivet (1940-1944)
- Jean Lousteau (1940-1944)
- Georges Oltramare (1941-1944)
- Léo Poldès (1924-1933)
- Maurice Vinot (Gabriel Germinet)(1924-1933)

## Diffusion
Radio-Paris est d'abord diffusée uniquement en région parisienne depuis un émetteur de faible puissance situé au 84 rue du Landy à Clichy La Garenne. La station occupe la longueur d'onde 1 780 m grandes ondes (2 kW) de 1924 à 1925, 1 750 m GO (5 kW) de 1925 à 1928, 1 765 m GO (5 kW) de 1928 à 1929, 1 724 m GO (12 kW) de 1929 à 1930, puis 1 724,1 m GO (17 kW) de 1930 à 1931.
En 1931, la Compagnie Française de Radiophonie (CFR) fait construire pour Radio-Paris un nouvel émetteur au lieu-dit La Ferme de Châtillon, à Saint-Rémy-l'Honoré (près des Essarts-le-Roi en Seine-et-Oise) formé d'une antenne horizontale, qui s'enroule telle une toile d'araignée, entreportée par trois pylônes de 210 mètres de hauteur et distants d'environ 350 mètres et qui émet sur 1 725 m GO (174 kHz) à une puissance de 15 kW de 1931 à 1933, qui passe à 75 kW de 1933 à 1934. Radio-Paris adopte sa longueur d'onde définitive de 1 648 m GO (75 kW) en 1934.
La mise en service en 1938 par l'administration des PTT du centre émetteur ondes longues d'Allouis, baptisé le « National » et qui est constitué de deux émetteurs de 450 kW et de quatre pylônes supports d'antennes hauts de 250 mètres, permet à Radio-Paris, fraîchement nationalisée, de rayonner à une puissance de 900 kW (ci qui en fait l'émetteur le plus puissant du monde) sur sa longueur d'onde de 1 648 m GO sur tout le territoire national et une partie de l'Europe occidentale de 1936 à 1940.
La version allemande de Radio-Paris bénéficie par réquisition du puissant émetteur en ondes moyennes de 60 kW de l'ex Poste Parisien, installé aux Molières (Seine-et-Oise), et qui peut être entendu sur tout le territoire français mais aussi dans une grande partie de l'Europe et en Afrique du Nord sur la longueur d'onde de 312,8 m (959 kHz). Les émetteurs régionaux en ondes moyennes de la zone occupée sont tous remis en état de fonctionnement par l'armée allemande et permettent à Radio-Paris d'être relayée par l'émetteur de Rennes Thourie (120 kW) sur 431,7 m (ex Radio Rennes Bretagne PTT) à partir du 5 juillet 1940, de Rennes Alma (40 kW) sur 288,6 m, de Louvetot (40 kW) sur 274 m (ex Radio Normandie), puis par l'émetteur de 100 kW de Bordeaux Néac (ex Radio Bordeaux-Lafayette PTT) dès le 7 juillet 1940 (OM 278,6 m) et celui de 25 kW de Bordeaux SO sur 219,6 m pour le Sud de la France. La nuit, Radio-Paris émet sur une longueur d'onde synchronisée sur 312,8 m sur tous ses émetteurs ondes moyennes afin de déjouer les attaques aériennes des Anglais qui peuvent se diriger grâce aux émetteurs de chaque région.
L'émetteur grandes ondes d'Allouis est remis en service par les Allemands le 27 juillet 1940. Radio-Paris y est diffusée sur son ancienne fréquence de 1 648 m. À partir du 15 février 1942, l'émetteur ondes longues diffuse le même programme que sur ondes moyennes de 7 h à 20 h 15, un programme musical différent des OM de 20 h 15 à 22 h, puis reprend le bulletin d'informations des OM de 22 h à 22 h 15. La Résistance fait sauter l'émetteur ondes longues d'Allouis le 9 mai 1942, endommageant partiellement les installations et rendant inaudible Radio-Paris pour une partie de la France pendant quelques jours. À partir de l'été 1942, Radio-Paris semble ne plus utiliser les grandes ondes, dont l'un des émetteurs est consacré au brouillage des émissions grandes ondes de la BBC sur 1 500 m. En 1943, la longueur d'onde de 1 648 m GO est affecté au relais de la Deutscher Europasender West de la radiodiffusion allemande. Le centre ondes longues d'Allouis est dynamité et complètement détruit par les Allemands en retraite le 17 août 1944.